# 伊藤嘉之
伊藤 嘉之（いとう よしゆき、10月3日 - ）は、日本のアニメーター、キャラクターデザイナー。
手塚プロダクション出身。フリーだが、ボンズの作品に携わる事が多い。

## 参加作品

### テレビアニメ
1994年
- 機動武闘伝Gガンダム（1994年 - 1995年、原画）

1996年
- 爆走兄弟レッツ&ゴー（原画）
- 天空のエスカフローネ（原画・OP原画）

1997年
- 少女革命ウテナ（原画）

1998年
- カウボーイビバップ（1998年 - 1999年、原画）
- ポポロクロイス物語（1998年 - 1999年、原画）

1999年
- メダロット（1999年 - 2000年、原画）

2001年
- 機動天使エンジェリックレイヤー（OP原画）
- はじめの一歩（2001年 - 2002年、作画監督・原画・第3期OP作画）

2002年
- OVERMANキングゲイナー（2002年 - 2003年、原画）
- ラーゼフォン（作画監督・原画）

2003年
- スクラップド・プリンセス（原画）
- WOLF'S RAIN（原画）
- はじめの一歩 Champion Road（作画監督）
- 鋼の錬金術師（2003年 - 2004年、キャラクターデザイン・作画監督）

2004年
- 攻殻機動隊 S.A.C. 2nd GIG（原画）
- KURAU Phantom Memory（原画）

2005年
- 交響詩篇エウレカセブン（2005年 - 2006年、原画・作画監督）
- BLACK CAT（2005年 - 2006年、原画）

2006年
- 桜蘭高校ホスト部（原画）
- Project BLUE 地球SOS（原画）

2007年
- 天元突破グレンラガン（原画）
- DARKER THAN BLACK -黒の契約者-（原画）
- 大江戸ロケット（原画（すぺしゃるさんくす））
- 逆境無頼カイジ（OP原画）

2008年
- ソウルイーター（キャラクターデザイン・総作画監督）

2009年
- はじめの一歩 New Challenger（OP原画）
- 鋼の錬金術師 FULLMETAL ALCHEMIST（第2期OP原画）
- ジャングル大帝 -勇気が未来をかえる-（原画）
- DARKER THAN BLACK -流星の双子-（作画監督協力）

2010年
- STAR DRIVER 輝きのタクト（キャラクターデザイン・総作画監督）
- ソウルイーター リピートショー（OP・ED総作画監督）

2011年
- UN-GO（作画監督協力）

2012年
- Another（OP原画）
- エウレカセブンAO（作画監督補佐）
- 絶園のテンペスト（原画）

2014年
- スペース☆ダンディ（キャラクターデザイン・アニメーションディレクター・作画監督）

2015年
- コンクリート・レボルティオ〜超人幻想〜（キャラクターデザイン・総作画監督）

2017年
- 僕のヒーローアカデミア（作画監督）

2018年
- ひそねとまそたん（キャラクターデザイン）

2019年
- キャロル&チューズデイ（メインアニメーター・総作画監督）

2021年
- ヴァニタスの手記（キャラクターデザイン・総作画監督・作画監督）

2024年
- メタリックルージュ（キャラクター作画監督）
- 僕のヒーローアカデミア（ED原画）
- かつて魔法少女と悪は敵対していた。（作画監督）

2025年
- 戦隊大失格（作画監督）
- ガチアクタ（作画監督）

### 劇場アニメ
1997年
- 名探偵コナン 時計じかけの摩天楼（原画）
- 爆走兄弟レッツ&ゴー!! WGP 暴走ミニ四駆大追跡!（原画）

1999年
- 名探偵コナン 世紀末の魔術師（原画）
- 劇場版ポケットモンスター 幻のポケモン ルギア爆誕（原画）

2000年
- デジモンアドベンチャー02 デジモンハリケーン上陸!!/超絶進化!!黄金のデジメンタル（原画）
- BLOOD THE LAST VAMPIRE（原画）
- エスカフローネ（原画）

2001年
- デジモンテイマーズ 冒険者たちの戦い（原画）
- サクラ大戦 活動写真（原画）
- カウボーイビバップ 天国の扉（作画監督補佐・原画）

2004年
- イノセンス（原画）

2005年
- ONE PIECE THE MOVIE オマツリ男爵と秘密の島（原画）
- 劇場版 鋼の錬金術師 シャンバラを征く者（キャラクターデザイン・総作画監督）

2007年
- ストレンヂア 無皇刃譚（作画監督）

2009年
- サマーウォーズ（原画）

2010年
- 劇場版 銀魂 新訳紅桜篇（原画）

2011年
- 鋼の錬金術師 嘆きの丘の聖なる星（第二原画）
- トワノクオン（作画監督協力）

2012年
- 虹色ほたる 〜永遠の夏休み〜（原画）

2013年
- スタードライバー THE MOVIE（キャラクターデザイン・総作画監督）
- 劇場版 銀魂 完結篇 万事屋よ永遠なれ（原画）

2018年
- 僕のヒーローアカデミア THE MOVIE 〜2人の英雄〜（作画監督補佐）

2019年
- 僕のヒーローアカデミア THE MOVIE ヒーローズ:ライジング（作画監督）

2021年
- 僕のヒーローアカデミア THE MOVIE ワールド ヒーローズ ミッション（原画）

2023年
- デジモンアドベンチャー02 THE BEGINNING（原画）

### OVA
- ジャイアントロボ THE ANIMATION -地球が静止する日（1992年 - 1998年、原画）
- ブラック・ジャック（1993年、原画）
- CLAMP IN WONDERLAND（1994年、原画）
- 爆炎CAMPUSガードレス（1994年、原画）
- 鉄腕バーディー（1996-1997年、原画）
- 沈黙の艦隊（1997年、原画）
- 真ゲッターロボ 世界最後の日（1998年、原画）
- .hack//Liminality（2002年、原画）
- アニマトリックス（2003年、原画）
- まかせてイルか!（2004年、原画）
- トップをねらえ2!（2005年、原画）

### Webアニメ
- A.I.C.O. Incarnation（2018年、マター作画監督）

### ゲーム
- ワイルドアームズ セカンドイグニッション（1999年、原画）
- テイルズ オブ デスティニー2（2002年、原画）
- サクラ大戦4 〜恋せよ乙女〜（2002年、原画）
- サーヴィランス 監視者（2002年、原画）
- レイトン教授VS逆転裁判（2012年、総作画監督）
- 逆転裁判5（2013年、アニメーションキャラクターデザイン、総作画監督）